# Bluebird Cargo
Bluebird Cargo is een IJslandse luchtvrachtmaatschappij met thuisbasis in Reykjavik.

## Geschiedenis
Bluebird Cargo werd opgericht in 2000 en in 2005 overgenomen door de Flugleidir Icelandair-groep.

## Bestemmingen
Bluebird Cargo voerde in oktober 2010 lijnvluchten uit naar:
- Keulen, Keflavík, Leipzig, East Midlands, Shannon, Parijs (CDG), Linz, Ljubljana, Luik, Genève, Bazel-Mulhouse, Toulouse.

## Vloot
De vloot van Bluebird Cargo bestond op 1 mei 2020 uit: (bron: Planespotters)
- 1 Boeing B737-300(F)
- 8 Boeing B737-400(F)
- 1 Boeing B737-800(F)